# DeSean Jackson
DeSean William Jackson (Los Angeles, Califórnia, 1 de dezembro de 1986) é um jogador aposentado de futebol americano que atuava na posição de wide receiver na National Football League. Foi escolhido pelo Philadelphia Eagles na segunda rodada do Draft de 2008 da NFL. Jogou futebol americano universitário pela Universidade da Califórnia em Berkeley. Como profissional, atuou também pelo Washington Redskins, pelo Tampa Bay Buccaneers, pelo Los Angeles Rams e pelo Baltimore Ravens, se aposentando em 2023 após ter ficado um ano longe dos gramados.